# Дитер II фон Хандшухсхайм
Дитер II фон Хандшухсхайм (на немски: Dieter II von Handschuchsheim; † ок. 1345) е благородник от род Хандшухсхайм (днес част от Хайделберг), дворцов майстер на крал Лудвиг Баварски.
Той е син на Дитер I фон Хандшухсхайм († пр. 1316).
Дитер II фон Хандшухсхайм е от 1338 до 1345 г. дворцов майстер на крал Лудвиг Баварски.
Резиденцията на фамилията е замък „Тифбург“ в Хандшухсхайм в Хайделберг. Замъкът „Тифбург“ отива през 1624 г. на „господарите фон Хелмщат“ за повече от три века.
Гробницата на рода е в църквата „Св. Фитус“ в Хандшухсхайм, където за запазени значими гробни паметници.

## Фамилия
Дитер II фон Хандшухсхайм се жени за Елза. Те имат децата:
- Хайнрих II фон Хандшухсхайм († 1376), женен за Елза фон Верберг. Родители на:
  - Хайнрих III фон Хандшухсхайм († сл. 1412/ок. 1418), женен за Гела фон Захсенхаузен († сл. 1383), дъщеря на Рудолф II фон Праунхайм-Захсенхаузен, бургграф на Фридберг, майор на Франкфурт († 1371) и Кристина фон Мекенхайм († сл. 1395).
- Дитер III фон Хандшухсхайм, баща на:
  - Дитер IV фон Хандшухсхайм († 20 декември 1402), женен за Метце фон Найперг († 25 май 1414), дъщеря на Райнхард фон Найперг († 14 май 1377) и Мехтилд фон Геминген